# 미녀전쟁
"미녀전쟁"은 2013년에 개봉한 대한민국의 영화이다.

## 캐스팅
- 황선화
- 이은미
- 류아진
- 박하늘
- 김동곤
- 한국진
- 유일한